# Vinkó József (újságíró)
Vinkó József (Gencsapáti, 1951. szeptember 23. –) dramaturg, műfordító, újságíró.

## Pályája
Szombathelyen járt gimnáziumba, majd a debreceni Kossuth Lajos Tudományegyetem Bölcsészettudományi Karának francia-magyar szakos hallgatója lett. Az egyetem elvégzése után, 1976-tól a József Attila Színház dramaturgja, 1980-tól a Vidám Színpad irodalmi vezetője. 1985–90 között az Artisjus Színházi Ügynökség vezetője.
Egyetemista kora óta különböző kulturális lapok szerkesztője, újságíró. Különböző kiadványokban közel ezer színikritikája, interjúja, esszéje, publicisztikája jelent meg. Könyvkiadóként is működött, 1989–2005 között többek közt ő adta ki magyar nyelven a Berlitz útikönyveket. Kiadta többek között Huszti Péter, Bodrogi Gyula, Müller Péter könyveit is. Egy időben krimisorozatot szerkesztett, 1990–91-ben az újraindult Színházi Élet szerkesztőbizottságának volt a tagja, számtalan színházban dolgozott, mint vendégdramaturg. 
1985-től a Stúdió című kulturális hetilap egyik televíziós szerkesztő-műsorvezetője. Mikrofonja előtt olyan világsztárok szólaltak meg elsőként a magyar képernyőn, mint Jean-Paul Belmondo, Jean Marais, Annie Girardot, Juliette Gréco, Robert Merle, Marguerite Duras, Hundertwasser és mások. Számtalan magyar és külföldi művészről készített portréfilmet. 1990-től az MTV, 1997-től az RTL Klub és a TV2 producere. Nevéhez fűződik a Helló, világ!, a Helló, Magyarország! című turisztikai magazinok, a Megáll az ész! című szórakoztató műsor létrehozása. Főszerkesztő-műsorvezetője az Exkluzív televíziós szórakoztató hetilapnak. Számtalan más műsor (Életveszélyben, Nyugat, Vers éjfél után, Jó reggelt Magyarország!, Nagyvizit, Gróf Széchenyi Ödön nyomában stb.) producere. 
Műfordításainak, színházi adaptációinak száma meghaladja a százat. Ezek egy része ma is szerepel a színházak repertoárján. Többek között Boris Vian, Fernando Arrabal, Georges Feydeau, Ionesco, Jean Poiret színműveit, Zsolt Béla, Lengyel Menyhért regényeit adaptálta magyar színpadra. Érdeklődése 2009-ben fordult a gasztronómia felé, a Heti Válasz című hetilapban indított gasztronómiai rovatot. 2010-ben társtulajdonosként és főszerkesztőként újraindította a Magyar Konyha című gasztronómiai havilapot. A Kossuth rádióban
2014. január óta minden héten szombaton hallható Szellem a fazékból című gasztrotörténeti sorozata.

## Főbb művei, szerkesztései
- Színházi kalauz; Bp., Gondolat Könyvkiadó, 1981
- Hiánydramaturgia. Fiatal magyar drámaírók; szerk., bibliográfia Vinkó József; NPI, Bp., 1982 (Szkénetéka)
- Antonin Artaud: A könyörtelen színház. Esszék, tanulmányok a színházról; szerk., bev., jegyz. Vinkó József, ford. Betlen János; Gondolat, Bp., 1985
- Tízpróba. Mai szovjet egyfelvonásosok; vál., szerk., előszó Vinkó József, ford. Rab Zsuzsa et al., jegyz. Kovács Léna; Múzsák, Bp., 1985
- Zürich; fotó Mitók Zsuzsa; Panoráma, Bp., 1989 (Külföldi városkalauzok)
- Lengyel Menyhért: Életem könyve. Naplók, életrajzi töredékek; szerk., előszó, jegyz., névmutató Vinkó József; Gondolat, Bp., 1987
- Az ember harmadik bőre. Sztárok, antisztárok, világsztárok. Riportok; Pátria Ny., Bp., 1989 (Pátria könyvek)
- Vadnai László: Hacsek és Sajó összegyűjtött legjobb mókái; vál., szerk., utószó Vinkó József; Babits, Szekszárd, 1990
- Shopping guide Budapest. 1000 tips and information. English, 1990; főszerk. Vinkó József, szerk. Detre Zsuzsa, angolra ford. Bereczky Tamás; Welcome, Bp., 1990
- Hernádi Gyula–Vinkó József: Jóslások könyve; Filmex Média Service, Bp., 1992
- Szellem a fazékból. Gasztrotörténetek; Heti Válasz, Bp., 2014
- Szellem a fazékból. Gasztrotörténetek; 2. jav. kiad.; Heti Válasz, Bp., 2014
- Konyhamalac. Gyomortörténetek; Heti Válasz, Bp., 2016
- Szellem a fazékból I. Gasztrotörténetek; 3. jav. bőv. kiad.; Magyar Konyha, Bp, 2023
- Szellem a fazékból II. Írói fogások; Magyar Konyha, Bp, 2023

## Fontosabb műfordítások, adaptációk
- Boris Vian: Birodalomépítők
- Boris Vian: Mindenkit megnyúzunk!
- Boris Vian: Meduzafej
- Georges Feydeau: Fel is út le is út!
- Georges Feydeau: Az úr vadászni jár
- Eugène Ionesco: Különóra
- Jean Poiret: Kellemes húsvéti ünnepeket!
- Jean Poiret: Őrült nők ketrece
- Robert Thomas: Nyolc nő
- Roger Vitrac: Viktor, avagy a gyermekuralom
- Murrel-G. Wilson: Sarah, avagy a languszta sikolya
- Hans Gmür: Tigris Lili
- Fernando Arrabal: Az építész és az asszír császár
- Fernando Arrabal: Az orángután megnyitás
- Tizenötezer pengő jutalom (forgatókönyv Zsolt Béla regényéből)
- Justítia kombinéban (bohózat, Gyula Várszínház)
- Lengyel Menyhért: Ninocska (Lengyel Menyhért regényének adaptációja)[4]

## Főbb televíziós és rádiós műsorok
- Stúdió az MTV Kulturális hetilapja (MTV)
- Helló Világ! (MTV)
- Exkluzív (MTV)
- Megáll az ész! (MTV)
- Jó reggelt Magyarország! (TV2)
- Hihetetlen! (Az ausztrál Just For The Record nyomán, csatorna: TV2)
- Életveszélyben (Az USA-beli Rescue 911 nyomán, csatorna: RTL-Klub)
- Szellem a fazékból (Kossuth Rádió)[6]

## Fontosabb publikációk
- Új Tükör Kulturális hetilap[7]
- Film Színház Muzsika hetilap
- Reform hetilap
- Színház folyóirat
- Taps Színházi folyóirat
- Magyarország Hetilap
- Magyar Hírlap
- Színházi élet hetilap
- Heti Válasz
- Magyar Konyha[8]

## Díjak, elismerések
- Bronzdíj – vers kategória, I. Diákírók és Diákköltők Országos Találkozója, Sárvár (1970)[9]
- Bálint Lajos Thália-vándorgyűrű (1987)
- Szép Ernő-díj (1994)
- Ehrenurkunde der Österreich Werbung, Bécs (1998)
- Mikszáth Kálmán Díj (2013)[10][11]
- Prima díj (2015)[12]
- Magyar Nyelvőr díj (2022)